# Nikołaj Obruczew (generał)
Nikołaj Nikołajewicz Obruczew (ros. Николай Николаевич Обручев; ur. 21 listopada?/3 grudnia 1830, zm. 25 czerwca?/8 lipca 1904) – rosyjski generał infanterii (piechoty) od 1887.

## Życiorys
Rosyjski działacz wojskowy i państwowy, generał-adiutant (1878), honorowy członek Akademii Nauk (1888), Akademii Sztabu Generalnego i Uniwersytetu Moskiewskiego. 
Urodził się w rodzinie oficera. Ukończył 1 Korpus Kadecki w Petersburgu (1848) i Akademię Sztabu Generalnego (1854). W 1848 jako chorąży wstąpił do lejb-gwardii Pułku Izmajłowskiego. W 1850 napisał nieopublikowany „Opyt istorii wojennoj litieratury w Rossii”. W latach 1850–1854 studiował w Akademii Wojskowej, następnie pełnił służbę w sztabie głównodowodzącego korpusami gwardyjskim i grenadierskim. W latach 1855–1856 był dywizyjnym kwatermajstrem (kwatermistrzem) 2 Gwardyjskiej Dywizji Piechoty. Od 1856 był profesorem i szefem katedry statystyki wojskowej w Akademii sztabu Generalnego. Podzielał poglądy Nikołaja Czernyszewskiego i Nikołaja Dobrolubowa. W 1858 z inicjatywy Dmitrija Malutina i Obruczewa wydano Wojennyj Sbornik, zawierający wiele opozycyjnych rozdziałów, który redagował wspólnie z Czernyszewskim i Aniczkowem. W końcu lat 50 i początku 60, będąc profesorem Akademii Sztabu Generalnego i zajmując stanowisko szefa sztabu 2 Gwardyjskiej Dywizji Piechoty, był aktywnym uczestnikiem ruchu rewolucyjno-demokratycznego, jednym z organizatorów Ziemla i Wola, uczestniczył w przygotowaniu wielu nielegalnych wydawnictw; podczas podróży zagranicznych poznał Aleksandra Hercena i Nikołaja Ogariowa. 
W 1863 odmówił uczestnictwa w stłumieniu powstania styczniowego w Polsce. Następnie przestał uczestniczyć w ruchu rewolucyjnym.
W latach 1867–1881 był sekretarzem (ros. управляющий делами) Wojskowego Komitetu Naukowego Sztabu Głównego. 
Był jednym z bliskich współpracowników Dmitrija Malutina w procesie przygotowania i przeprowadzenia reform wojskowych. W 1873 przeszedł do korpusu generałów-poruczników. W 1876 opracował strategiczny plan wojny z Turcją. Od lipca do października 1877 był w dyspozycji dowódcy Armii Kaukaskiej wielkiego księcia Michaiła Nikołajewicza, uczestniczył w opracowaniu planów działań bojowych w Aładży i Karsie. 
W latach 1881–1897 był szefem sztabu Głównego i przewodniczącym Wojskowego Komitetu Naukowego, kierował opracowaniem planów wojny z Niemcami i Austro-Węgrami. Od 1893 był członkiem Rady Państwowej. 
Od 1897 w rezerwie, mieszkał we Francji w majątku żony, tam też zmarł.